# Thỏ lam xám Viên
Thỏ lam xám Viên (Gris bleu de Vienne) là giống thỏ có nguồn gốc từ thủ đô Viên của nước Áo và có nguồn gốc sâu xa từ Đức. Nó được đặc trưng bởi lớp lông khoác màu xám hơi xanh của nó. Các giống thỏ này xuất hiện tại Đức trong những năm đầu thế kỷ XX và được công nhận vào các tiêu chuẩn của Đức trong những năm 1930 dưới cái tên thỏ Viên xanh xám. Nó không còn được công nhận từ năm 1961. Tại Pháp, đến từ thập gần đây giữa các dòng khác nhau, chúng được nhận vào các tiêu chuẩn của Pháp vào năm 1989

## Đặc điểm
Chúng là một con thỏ cỡ vừa có trọng lượng từ 3,5 đến 5,5 kg. Nó có một thân hình trụ nhỏ gọn, được phủ lông dày đặc, khá dài, màu xám-xanh màu khá tối. Chúng có cái đầu mạnh mẽ và rộng, đặc biệt là ở con đực. Một diềm cổ nhẹ xuất hiện ở con cái. Đôi tai thẳng và dài từ 11,5 và 13,5 cm. Đôi mắt màu xanh xám. Chúng là vật nuôi nhạy cảm với các yếu tố ngoại cảnh (chốn trạy, sợ tiếng động), khả năng thích ứng với môi trường kém. Cần tránh tiếp xúc với các loài động vật khác, đặc biệt là chuột.
Dạ dày chúng co giãn tốt nhưng co bóp yếu. Nhiều con bị chứng sâu răng hành hạ và có vấn đề về tiêu hóa. Chúng cũng bị mắc một số bệnh như bại huyết, ghẻ, cầu trùng, viêm ruột, do ăn thức ăn sạch sẽ, không bị nấm mốc. Nếu thấy chúng có hiện tượng phân hôi, nhão sau đó lỏng dần thấm dính đét lông quanh hậu môn, kém ăn, lờ đờ uống nước nhiều đó là bệnh tiêu chảy. 

## Chăm sóc
Cho ăn cà rốt có thể khiến chúng bị sâu răng, cũng như gây nên những vấn đề về sức khỏe khác. Cà rốt và táo chứa nhiều đường thực vật, chỉ nên cho thỏ ăn những loại này ít. Chúng thích cam thảo nhưng nó lại không tốt bởi thỏ không thể tiêu hóa đường. Chúng thông thường không ăn rau củ có rễ, ngũ cốc hoặc trái cây, đặc biệt là rau diếp. Nên cho thỏ ăn cỏ, cải lá xanh đậm như bắp cải, cải xoăn, bông cải xanh.
Luôn có thức ăn xanh trong khi chăm sóc, lượng thức ăn xanh cho chúng luôn chiếm 90% tổng số thức ăn trong ngày. Có thể cho chúng ăn thêm thức ăn tinh bột, không được lạm dụng vì chúng sẽ dễ bị mắc bệnh về đường tiêu hóa dẫn đến chết. Nhiều người cho rằng thỏ không cần uống nước là sai. Thỏ chết không phải do uống nước hay ăn cỏ ướt mà vì uống phải nước bẩn và ăn rau bị nhiễm độc.